# Hyles euphorbiarum
Hyles euphorbiarum là một loài bướm đêm thuộc họ Sphingidae. Nó được tìm thấy ở Chile, Argentina, the Falklands, Uruguay, Paraguay and miền nam Brasil.
Con trưởng thành bay vào tháng 3, tháng 7, tháng 9 and tháng 11, but are probably on wing throughout the year.
Ấu trùng ăn Fabaceae, Nyctaginaceae, Onagraceae, Polygonaceae, Portulaceae, Solanaceae và có thể Euphorbiaceae species.

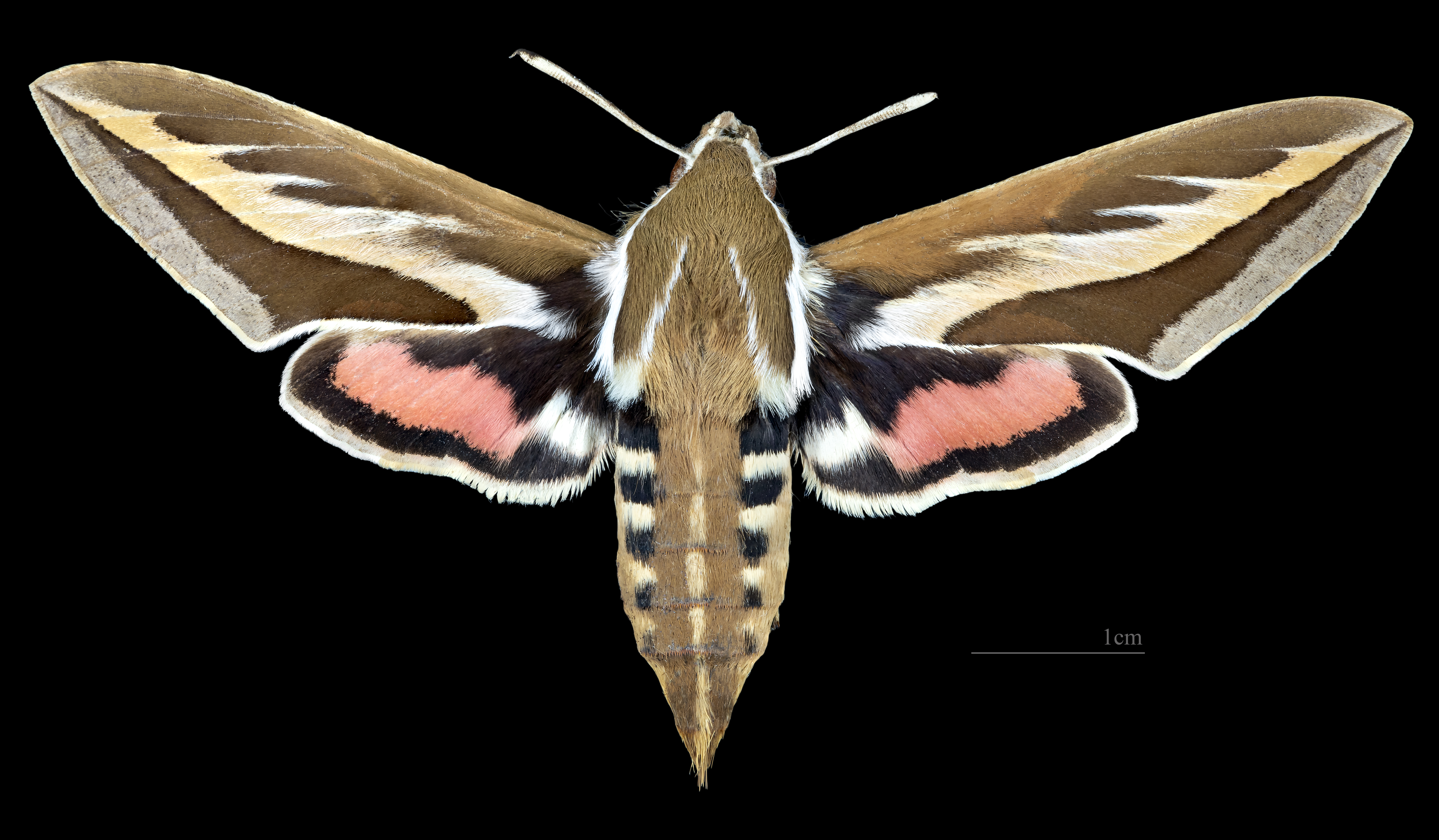
Hyles euphorbiarum ♀
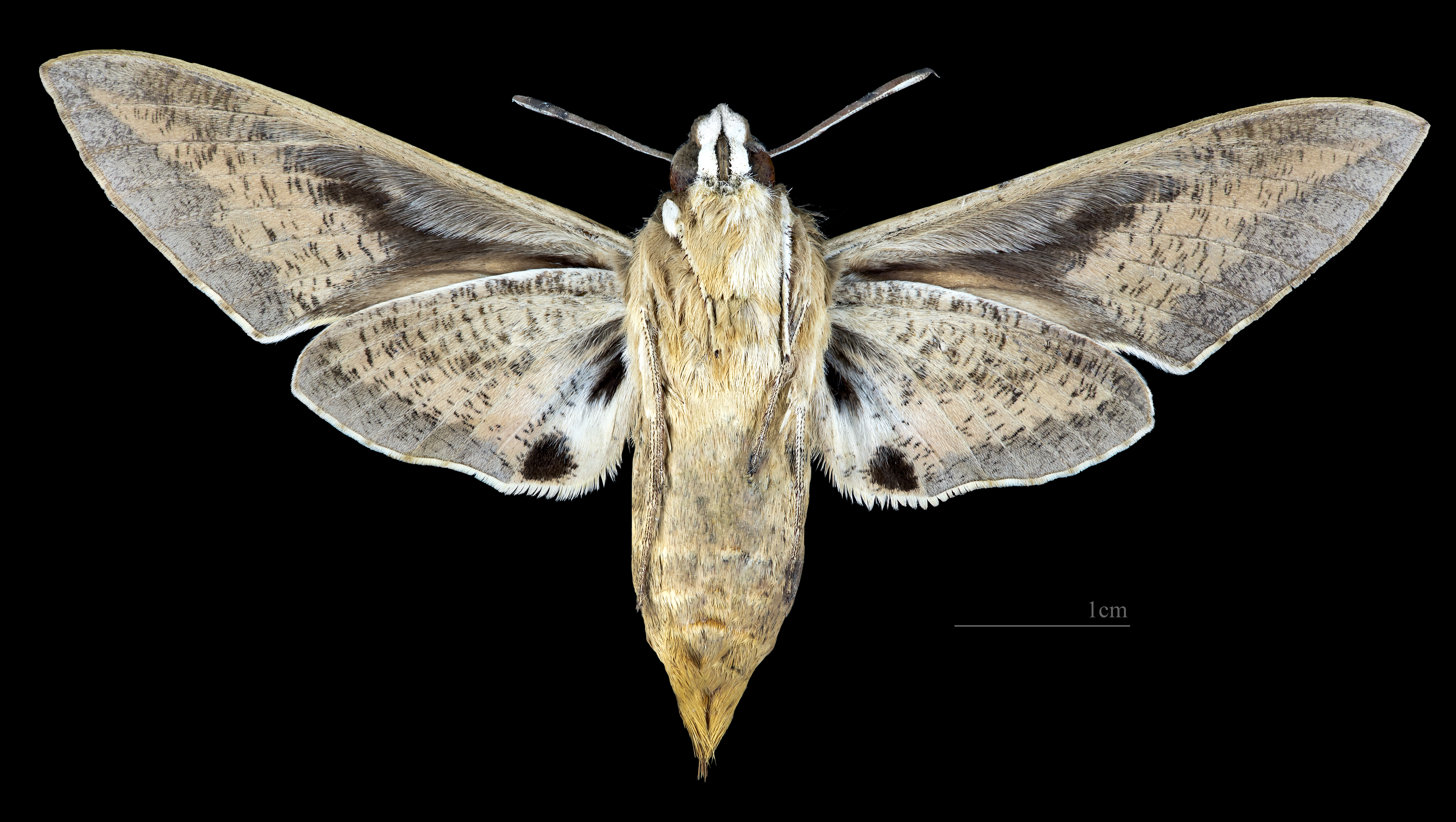
Hyles euphorbiarum ♀ △